# Bezonvaux
Bezonvaux is een gemeente zonder inwoners in het Franse departement Meuse in de regio Grand Est en het kanton Belleville-sur-Meuse sinds op 22 maart 2015 het kanton Charny-sur-Meuse werd opgeheven.

## Geschiedenis
Deze gemeente heeft geen enkele inwoner. Het is een van de negen Franse dorpen die zijn verwoest tijdens de Eerste Wereldoorlog en die daarna nooit meer werden opgebouwd.
Het bestuur wordt uitgevoerd door een raad van drie personen die aangewezen worden door de prefect van het departement.

## Geografie
Het voormalige dorp ligt aan de D24 tussen Ornes en Damloup, aan de rand van het dal uitgesneden door de Maas ten oosten van Verdun. Er loopt een beek (Ruisseau de Bezonvaux) door die 3 km ten westen van de voormalige dorpskern ontspringt en loopt naar de beek Vaux in Mogeville. Momenteel bestaat het gehele grondgebied uit bos aangeplant in 1926; voordien was het landbouwgebied. De omliggende gemeenten zijn Douaumont-Vaux, Ornes, Maucourt-sur-Orne en Dieppe-sous-Douaumont.
De onderstaande kaart toont de ligging van Bezonvaux met de belangrijkste infrastructuur en aangrenzende gemeenten.

## Demografie
Onderstaande figuur toont het verloop van het inwonertal (bron: INSEE-tellingen).

Abaucourt-Hautecourt · Beaumont-en-Verdunois · Belleville-sur-Meuse · Bezonvaux · Blanzée · Bras-sur-Meuse · Champneuville · Charny-sur-Meuse · Châtillon-sous-les-Côtes · Cumières-le-Mort-Homme · Damloup · Dieppe-sous-Douaumont · Douaumont-Vaux · Eix · Fleury-devant-Douaumont · Gincrey · Grimaucourt-en-Woëvre · Haumont-près-Samogneux · Louvemont-Côte-du-Poivre · Maucourt-sur-Orne · Mogeville · Moranville · Moulainville · Ornes · Samogneux · Thierville-sur-Meuse · Vacherauville
1. ↑  Populations de référence 2022.